# Romeo Vermant
Romeo Vermant (Gelsenkirchen, Alemania, 24 de enero de 2004) es un futbolista belga que juega de delantero en el Club Brujas de la Primera División de Bélgica.

## Trayectoria
Comenzó su carrera en la cantera del Club Brujas. El 22 de enero de 2021 debutó con el equipo reserva del Brujas, el Club NXT en la Segunda División de Bélgica contra el Lierse S. K. El 5 de enero de 2022 firmó un contrato profesional con el club que le vinculaba hasta 2024.
El 22 de enero de 2024 fue cedido al K. V. C. Westerlo hasta el final de la temporada.

## Vida personal
Es hijo del ex internacional belga Sven Vermant. Nació en Gelsenkirchen, Alemania, cuando su padre jugaba en el F. C. Schalke 04. Su abuelo materno Eric Van Vyve y su bisabuelo Marcel Van Vyve también fueron futbolistas del Club Brujas, lo que le convierte en futbolista de cuarta generación.

## Estadísticas

### Clubes
Actualizado al último partido disputado el 6 de noviembre de 2024.
| Club                        | Div.          | Temporada     | Liga  | Liga  | Liga   | Copas nacionales | Copas nacionales | Copas nacionales | Copas internacionales | Copas internacionales | Copas internacionales | Total | Total | Total  |
| Club                        | Div.          | Temporada     | Part. | Goles | Asist. | Part.            | Goles            | Asist.           | Part.                 | Goles                 | Asist.                | Part. | Goles | Asist. |
| --------------------------- | ------------- | ------------- | ----- | ----- | ------ | ---------------- | ---------------- | ---------------- | --------------------- | --------------------- | --------------------- | ----- | ----- | ------ |
| Club NXT · Bélgica          | 2.ª           | 2020-21       | 10    | 1     | 0      | ―                | ―                | ―                | ―                     | ―                     | ―                     | 10    | 1     | 0      |
| Club NXT · Bélgica          | 2.ª           | 2022-23       | 26    | 9     | 1      | ―                | ―                | ―                | ―                     | ―                     | ―                     | 26    | 9     | 1      |
| Club NXT · Bélgica          | 2.ª           | 2023-24       | 12    | 6     | 3      | ―                | ―                | ―                | ―                     | ―                     | ―                     | 12    | 6     | 3      |
| Club NXT · Bélgica          | Total club    | Total club    | 48    | 16    | 4      | 0                | 0                | 0                | 0                     | 0                     | 0                     | 48    | 16    | 4      |
| Club Brujas · Bélgica       | 1.ª           | 2022-23       | 10    | 0     | 1      | —                | —                | —                | ―                     | ―                     | ―                     | 10    | 0     | 1      |
| Club Brujas · Bélgica       | 1.ª           | 2023-24       | 1     | 0     | 0      | —                | —                | —                | 2                     | 0                     | 1                     | 3     | 0     | 1      |
| K. V. C. Westerlo · Bélgica | 1.ª           | 2023-24       | 12    | 3     | 2      | —                | —                | —                | —                     | —                     | —                     | 12    | 3     | 2      |
| K. V. C. Westerlo · Bélgica | Total club    | Total club    | 12    | 3     | 2      | 0                | 0                | 0                | 0                     | 0                     | 0                     | 12    | 3     | 2      |
| Club Brujas · Bélgica       | 1.ª           | 2024-25       | 9     | 1     | 1      | 2                | 0                | 0                | 3                     | 0                     | 0                     | 14    | 1     | 1      |
| Club Brujas · Bélgica       | Total club    | Total club    | 20    | 1     | 2      | 2                | 0                | 0                | 5                     | 0                     | 1                     | 27    | 1     | 3      |
| Total carrera               | Total carrera | Total carrera | 80    | 20    | 8      | 2                | 0                | 0                | 5                     | 0                     | 1                     | 87    | 20    | 9      |

## Palmarés

### Títulos nacionales
| Título               | Club        | País    | Año  |
| -------------------- | ----------- | ------- | ---- |
| Copa de Bélgica      | Club Brujas | Bélgica | 2025 |
| Supercopa de Bélgica | Club Brujas | Bélgica | 2025 |